# Вучедольська голубка
Вучедольська голубка — найвідоміша керамічна посудина з археологічних розкопок на Вучедолі. Схожа на голубку, керамічна посудина стала символом міста Вуковар, біля якого розташоване Вучедол. Мала культове призначення як кадильниця.

## Опис пам'ятки
Посудина темного кольору, прикрашена білим орнаментом (банти, намисто, низка хвилястих та зигзагоподібних ліній на крилах) у гравірованому орнаменті та орнаменті, створеному штампованим стібком. На шиї є три інкрустовані символи пісочного годинника, тобто подвійна сокира. Вона служила кадилом і є унікальним зразком (сьогодні він служить історичним матеріальним джерелом).
Хоча керамічну посудину називають голубкою, вчені-археологи вважають, що насправді це куропатка. Археологічна знахідка змайстрована між 2800 і 2400 рр. до н. е. Була знайдена в 1938 році. В даний час знаходиться в Археологічному музеї в Загребі.
Вучедол знаходиться неподалік Вуковара, на честь ньогоназвана вучедольська культура, що включає широкий культурний комплекс від Карпат до Східних Альп та Дінари. Вважається, що воно виникло з приходом індоєвропейських поселенців близько 3000 р. до н. е. і тривало приблизно до 2200 р. до н. е. Характеристиками цієї культура є нові металургійні процеси, надзвичайно кваліфіковані гончарі. Вучедольська культура поширювалась у Східній Славонії на правому березі річки Дунай. На думку деяких дослідників, у них також був календар, записаний на керамічних посудинах. Вучедольська голубка є свідченням високого розвитку культури на той час.